# Pont-Colin
Pont-Colin est un lieu-dit de la province de Namur en Belgique. Sis sur la Hulle, rivière qui délimite la frontière entre la Belgique et la France, l’ancien poste frontière contrôlait le passage du trafic sur la route qui, à travers la forêt de Rienne (dans l'Ardenne belge), allait de Gedinne et Willerzie (en Belgique) à Hargnies (en France). À la frontière la route nationale belge 952 devient la route départementale 7, du département des Ardennes. 
Le bâtiment de douane est abandonné et l’unique autre bâtiment de Pont-Colin est une maison de vacances pour groupes.

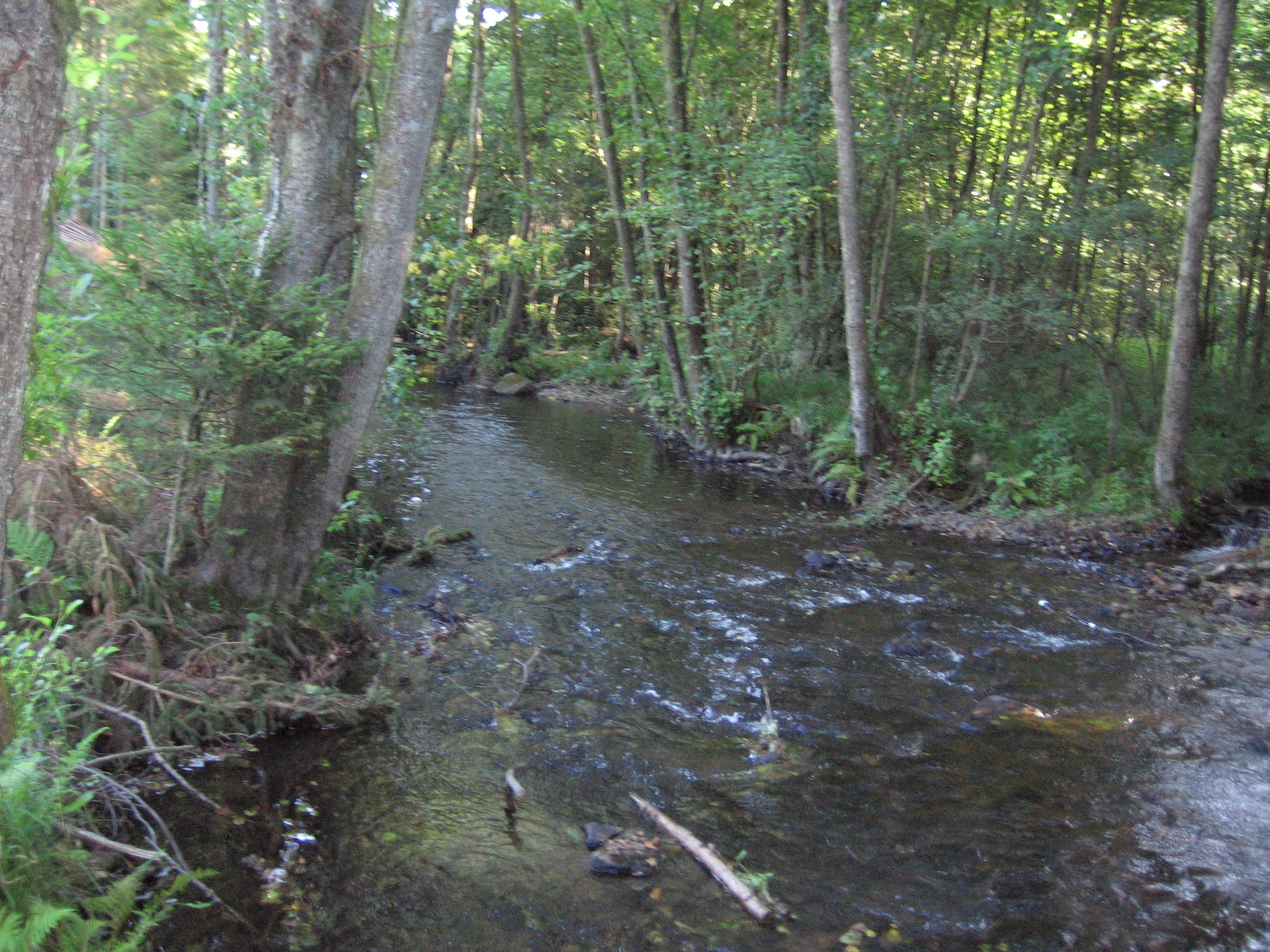
La 'Hulle' (et frontière belgo-française), à Pont-Colin